# Restio papyraceus
Restio papyraceus är en gräsväxtart som beskrevs av Neville Stuart Pillans. Restio papyraceus ingår i släktet Restio och familjen Restionaceae. Inga underarter finns listade i Catalogue of Life.